# Noriko Fukushima
Noriko Fukushima (jap. 福島のり子 Fukushima Noriko; ur. 18 października 1979 w Hakubie) – japońska narciarka, specjalistka narciarstwa dowolnego. Najlepszy wynik na mistrzostwach świata osiągnęła podczas mistrzostw w Ruka, gdzie zajęła 6. miejsce w skicrossie. Zajęła także 22. miejsce w tej samej konkurencji na igrzyskach olimpijskich w Vancouver. Najlepsze wyniki w Pucharze Świata osiągnęła w sezonie 2007/2008, kiedy to zajęła 16. miejsce w klasyfikacji generalnej, a w klasyfikacji skicrossu była piąta.

## Sukcesy

### Igrzyska olimpijskie
| Miejsce | Dzień     | Rok  | Miejscowość | Konkurencja | Zwycięzca       |
| ------- | --------- | ---- | ----------- | ----------- | --------------- |
| 22.     | 23 lutego | 2010 | Vancouver   | Skicross    | Ashleigh McIvor |

### Mistrzostwa Świata
| Miejsce | Dzień    | Rok  | Miejscowość          | Konkurencja | Zwycięzca       |
| ------- | -------- | ---- | -------------------- | ----------- | --------------- |
| 6.      | 18 marca | 2005 | Ruka                 | Skicross    | Karin Huttary   |
| 7.      | 6 marca  | 2007 | Madonna di Campiglio | Skicross    | Ophélie David   |
| 18.     | 2 marca  | 2009 | Inawashiro           | Skicross    | Ashleigh McIvor |

### Puchar Świata

#### Miejsca w klasyfikacji generalnej
- 2003/2004 – 52.
- 2004/2005 – 34.
- 2005/2006 – 47.
- 2006/2007 – 48.
- 2007/2008 – 16.
- 2008/2009 – 85.
- 2009/2010 – 63.
- 2010/2011 – 68. Stan na 21 grudnia 2010

#### Miejsca na podium
1. Flaine – 16 stycznia 2008 (Skicross) – 3. miejsce